# Ейдел (Джорджія)
Ейдел (англ. Adel) — місто (англ. city) в США, в окрузі Кук штату Джорджія. Населення — 5571 особа (2020).

## Географія
Ейдел розташований за координатами 31°7′54″ пн. ш. 83°25′31″ зх. д. / 31.13167° пн. ш. 83.42528° зх. д. (31.131571, -83.425405).  За даними Бюро перепису населення США в 2010 році місто мало площу 21,34 км², з яких 20,87 км² — суходіл та 0,47 км² — водойми.

## Демографія
Згідно з переписом 2010 року, у місті мешкали 5334 особи в 1986 домогосподарствах у складі 1376 родин. Густота населення становила 250 осіб/км².  Було 2368 помешкань (111/км²).
Расовий склад населення:
| - 46,9 % — білих - 45,4 % — чорних або афроамериканців - 1,0 % — азіатів - 0,2 % — корінних американців - 5,1 % — осіб інших рас |

До двох чи більше рас належало 1,4 %. Частка іспаномовних становила 7,9 % від усіх жителів.
За віковим діапазоном населення розподілялося таким чином: 26,8 % — особи молодші 18 років, 58,8 % — особи у віці 18—64 років, 14,4 % — особи у віці 65 років та старші. Медіана віку мешканця становила 35,4 року. На 100 осіб жіночої статі у місті припадало 92,7 чоловіків;  на 100 жінок у віці від 18 років та старших — 90,7 чоловіків також старших 18 років.
Середній дохід на одне домашнє господарство  становив 48 644 долари США (медіана — 35 301), а середній дохід на одну сім'ю — 52 058 доларів (медіана — 38 107). Медіана доходів становила 36 543 долари для чоловіків та 29 784 долари для жінок. За межею бідності перебувало 30,3 % осіб, у тому числі 40,7 % дітей у віці до 18 років та 14,2 % осіб у віці 65 років та старших.
Цивільне працевлаштоване населення становило 1970 осіб. Основні галузі зайнятості: освіта, охорона здоров'я та соціальна допомога — 23,9 %, роздрібна торгівля — 16,4 %, виробництво — 11,7 %, мистецтво, розваги та відпочинок — 10,2 %.